# El Yunque (organisation)
Pour les articles homonymes, voir El Yunque.
L'Organisation nationale de l'enclume (espagnol : Organización Nacional del Yunque) plus simplement El Yunque est une société secrète catholique mexicaine. qui a également dominé l'Espagne et le Chili.